# Église Saint-Nicolas d'Avesnes-le-Comte
L'église Saint-Nicolas est une église catholique située à Avesnes-le-Comte, en France.

## Localisation
L'église est située dans le département français du Pas-de-Calais, sur la commune d'Avesnes-le-Comte.

## Historique
Le chœur de l'église date du XIIe siècle. Le transept, la nef et les bas-côté sont du style gothique flamboyant ainsi que la tour-porche occidentale. Cependant, cette partie de l'édifice a été construite en plusieurs campagnes distinctes. Le mur nord est la partie la plus ancienne. Le vaisseau central a été reconstruit au XVIe siècle par Adrien Morel de Tangry, seigneur d'Escalus, capitaine d'Avesnes-le-Comte. On trouve la date de 1574 sur une clef de voûte de la deuxième travée de la nef. La date de 1671, dans le bas-côté nord, indique une réparation.
Le 23 janvier 1464, le roi Louis XI s'est agenouillé sur les dalles du sanctuaire. L'église a échappé à un incendie en 1636. Le 15 janvier 1736, une trombe a renversé la flèche en bois du clocher sur la nef en causant des dégâts sur la nef. On a alors coiffé la tour-porche par un dôme et la nef centrale et les bas-côtés ont été couverts d'un même toit en remplacement des toits qui étaient distincts. 
En 1793, l'église a abrité une salpêtrière. Les écussons ont alors été grattés, les statues brisées et les vitraux cassés. Le culte catholique reprend dans l'église après le concordat, en 1802.

## Protection
L'édifice est classé au titre des monuments historiques le 18 octobre 1910.